# 王思礼
王 思礼（おう しれい、朝鮮語: 왕사례、? - 761年）は、唐で活動した高句麗遺民の将軍。中国漢王朝の武帝が紀元前108年に朝鮮半島に設置した楽浪郡で勢力を張った中国系豪族・楽浪王氏の遺民とみられる。

## 概要
王思礼の一族は、高句麗滅亡後、唐の営州に移住した。王思礼の父親の王虔威は唐の朔方軍将だった。王思礼は、武芸、知略に優れた将軍であり、安史の乱平定に功を奏し、官職が司空に至る。
南北朝時代から隋唐時代の楽浪王氏出身者に、王波、王班、王定国、王唐成、王光祖、王禎、王基、明徳皇后、王盟などがいるが、これらの人物は楽浪郡出身ではなく、中国出身であり、楽浪王氏は、朝鮮から中国に移住した者が相当程度達している。唐代の王思礼は『旧唐書』巻百十王思礼伝に営州城傍高麗人也とし、楽浪郡代から相当経過しているため、高句麗に著しく同化していることが窺える。